# مالك الميلادي
مالك الحبيب الميلادي لاعب كرة قدم تونسي من مواليد 24 ديسمبر 1996 بمدينة بنقردان، وهو يلعب في الدفاع في الاتحاد المنستيري.

## مسيرة اللاعب
لعب سابقاً في أولمبيك سيدي بوزيد والترجي واتحاد بن ڨردان وأولمبيك مدنين واتحاد تطاوين ونادي عرعر ونادي النصر الليبي ونادي الصفا ونادي الانتصار السعودي و الاتحاد المنستيري.

## روابط خارجية
- مالك الميلادي على موقع Soccerway.com (الإنجليزية)